# Géza Toldi
Géza Toldi (Budapest, 11 febbraio 1909 – Budapest, 16 agosto 1985) è stato un calciatore e allenatore di calcio ungherese, di ruolo attaccante.

## Carriera
Vinse per 4 volte il campionato ungherese con la maglia del Ferencváros (1928, 1932, 1934, 1938) e ne fu capocannoniere nel 1933-1934.

## Statistiche

### Cronologia presenze e reti in nazionale
| Cronologia completa delle presenze e delle reti in nazionale ― Ungheria | Cronologia completa delle presenze e delle reti in nazionale ― Ungheria | Cronologia completa delle presenze e delle reti in nazionale ― Ungheria | Cronologia completa delle presenze e delle reti in nazionale ― Ungheria | Cronologia completa delle presenze e delle reti in nazionale ― Ungheria | Cronologia completa delle presenze e delle reti in nazionale ― Ungheria | Cronologia completa delle presenze e delle reti in nazionale ― Ungheria | Cronologia completa delle presenze e delle reti in nazionale ― Ungheria |
| Data                                                                    | Città                                                                   | In casa                                                                 | Risultato                                                               | Ospiti                                                                  | Competizione                                                            | Reti                                                                    | Note                                                                    |
| ----------------------------------------------------------------------- | ----------------------------------------------------------------------- | ----------------------------------------------------------------------- | ----------------------------------------------------------------------- | ----------------------------------------------------------------------- | ----------------------------------------------------------------------- | ----------------------------------------------------------------------- | ----------------------------------------------------------------------- |
| 14/04/1929                                                              | Berna                                                                   | Svizzera                                                                | 4 – 5                                                                   | Ungheria                                                                | Coppa Internazionale 1927-1930                                          | 1                                                                       |                                                                         |
| 08/09/1929                                                              | Praga                                                                   | Cecoslovacchia                                                          | 1 – 1                                                                   | Ungheria                                                                | Coppa Internazionale 1927-1930                                          | -                                                                       |                                                                         |
| 13/04/1930                                                              | Basilea                                                                 | Svizzera                                                                | 2 – 2                                                                   | Ungheria                                                                | Amichevole                                                              | 2                                                                       |                                                                         |
| 01/06/1930                                                              | Budapest                                                                | Ungheria                                                                | 2 – 1                                                                   | Austria                                                                 | Amichevole                                                              | -                                                                       |                                                                         |
| 08/06/1930                                                              | Budapest                                                                | Ungheria                                                                | 6 – 2                                                                   | Paesi Bassi                                                             | Amichevole                                                              | 1                                                                       |                                                                         |
| 21/09/1930                                                              | Vienna                                                                  | Austria                                                                 | 2 – 3                                                                   | Ungheria                                                                | Amichevole                                                              | -                                                                       |                                                                         |
| 19/02/1932                                                              | Il Cairo                                                                | Egitto                                                                  | 0 – 0                                                                   | Ungheria                                                                | Amichevole                                                              | -                                                                       |                                                                         |
| 20/03/1932                                                              | Praga                                                                   | Cecoslovacchia                                                          | 1 – 3                                                                   | Ungheria                                                                | Amichevole                                                              | 1                                                                       |                                                                         |
| 24/04/1932                                                              | Vienna                                                                  | Austria                                                                 | 8 – 2                                                                   | Ungheria                                                                | Amichevole                                                              | -                                                                       | 63’                                                                     |
| 08/05/1932                                                              | Budapest                                                                | Ungheria                                                                | 1 – 1                                                                   | Italia                                                                  | Coppa Internazionale 1931-1932                                          | 1                                                                       |                                                                         |
| 19/06/1932                                                              | Berna                                                                   | Svizzera                                                                | 3 – 1                                                                   | Ungheria                                                                | Coppa Internazionale 1931-1932                                          | -                                                                       |                                                                         |
| 18/09/1932                                                              | Budapest                                                                | Ungheria                                                                | 2 – 1                                                                   | Cecoslovacchia                                                          | Coppa Internazionale 1931-1932                                          | 1                                                                       |                                                                         |
| 30/10/1932                                                              | Budapest                                                                | Ungheria                                                                | 2 – 1                                                                   | Germania                                                                | Amichevole                                                              | -                                                                       |                                                                         |
| 02/07/1933                                                              | Solna                                                                   | Svezia                                                                  | 5 – 2                                                                   | Ungheria                                                                | Amichevole                                                              | 1                                                                       |                                                                         |
| 01/10/1933                                                              | Vienna                                                                  | Austria                                                                 | 2 – 2                                                                   | Ungheria                                                                | Amichevole                                                              | -                                                                       |                                                                         |
| 22/10/1933                                                              | Budapest                                                                | Ungheria                                                                | 0 – 1                                                                   | Italia                                                                  | Coppa Internazionale 1933-1935                                          | -                                                                       |                                                                         |
| 14/01/1934                                                              | Francoforte                                                             | Germania                                                                | 3 – 1                                                                   | Ungheria                                                                | Amichevole                                                              | -                                                                       |                                                                         |
| 25/03/1934                                                              | Sofia                                                                   | Bulgaria                                                                | 1 – 4                                                                   | Ungheria                                                                | Qual. Mondiali 1934                                                     | 1                                                                       |                                                                         |
| 15/04/1934                                                              | Vienna                                                                  | Austria                                                                 | 5 – 2                                                                   | Ungheria                                                                | Amichevole                                                              | -                                                                       |                                                                         |
| 29/04/1934                                                              | Praga                                                                   | Cecoslovacchia                                                          | 2 – 2                                                                   | Ungheria                                                                | Coppa Internazionale 1933-1935                                          | -                                                                       |                                                                         |
| 10/05/1934                                                              | Budapest                                                                | Ungheria                                                                | 2 – 1                                                                   | Inghilterra                                                             | Amichevole                                                              | -                                                                       | Cap.                                                                    |
| 27/05/1934                                                              | Napoli                                                                  | Ungheria                                                                | 4 – 2                                                                   | Egitto                                                                  | Mondiali 1934 - Ottavi                                                  | 2                                                                       |                                                                         |
| 31/05/1934                                                              | Bologna                                                                 | Austria                                                                 | 2 – 1                                                                   | Ungheria                                                                | Mondiali 1934 - Quarti                                                  | -                                                                       |                                                                         |
| 07/10/1934                                                              | Budapest                                                                | Ungheria                                                                | 3 – 1                                                                   | Austria                                                                 | Coppa Internazionale 1933-1935                                          | 1                                                                       |                                                                         |
| 12/05/1935                                                              | Budapest                                                                | Ungheria                                                                | 6 – 3                                                                   | Austria                                                                 | Amichevole                                                              | 1                                                                       |                                                                         |
| 22/09/1935                                                              | Budapest                                                                | Ungheria                                                                | 1 – 0                                                                   | Cecoslovacchia                                                          | Coppa Internazionale 1933-1935                                          | -                                                                       |                                                                         |
| 06/10/1935                                                              | Vienna                                                                  | Austria                                                                 | 4 – 4                                                                   | Ungheria                                                                | Coppa Internazionale 1933-1935                                          | 1                                                                       |                                                                         |
| 10/11/1935                                                              | Budapest                                                                | Ungheria                                                                | 6 – 1                                                                   | Svizzera                                                                | Amichevole                                                              | 1                                                                       |                                                                         |
| 15/03/1936                                                              | Budapest                                                                | Ungheria                                                                | 3 – 2                                                                   | Germania                                                                | Amichevole                                                              | -                                                                       |                                                                         |
| 31/05/1936                                                              | Budapest                                                                | Ungheria                                                                | 1 – 2                                                                   | Italia                                                                  | Amichevole                                                              | -                                                                       |                                                                         |
| 27/09/1936                                                              | Budapest                                                                | Ungheria                                                                | 5 – 3                                                                   | Austria                                                                 | Coppa Internazionale 1936-1938                                          | 3                                                                       |                                                                         |
| 04/10/1936                                                              | Bucarest                                                                | Romania                                                                 | 1 – 2                                                                   | Ungheria                                                                | Amichevole                                                              | 1                                                                       | Cap.                                                                    |
| 18/10/1936                                                              | Praga                                                                   | Cecoslovacchia                                                          | 5 – 2                                                                   | Ungheria                                                                | Coppa Internazionale 1936-1938                                          | 1                                                                       |                                                                         |
| 06/12/1936                                                              | Dublino                                                                 | Irlanda                                                                 | 2 – 3                                                                   | Ungheria                                                                | Amichevole                                                              | 1                                                                       |                                                                         |
| 25/04/1937                                                              | Torino                                                                  | Italia                                                                  | 2 – 0                                                                   | Ungheria                                                                | Coppa Internazionale 1936-1938                                          | -                                                                       |                                                                         |
| 09/05/1937                                                              | Budapest                                                                | Ungheria                                                                | 1 – 1                                                                   | Jugoslavia                                                              | Amichevole                                                              | -                                                                       | 46’                                                                     |
| 23/05/1937                                                              | Budapest                                                                | Ungheria                                                                | 2 – 2                                                                   | Austria                                                                 | Amichevole                                                              | -                                                                       |                                                                         |
| 14/11/1937                                                              | Budapest                                                                | Ungheria                                                                | 2 – 0                                                                   | Svizzera                                                                | Coppa Internazionale 1936-1938                                          | 1                                                                       |                                                                         |
| 20/03/1938                                                              | Norimberga                                                              | Germania                                                                | 1 – 1                                                                   | Ungheria                                                                | Amichevole                                                              | 1                                                                       | Cap.                                                                    |
| 05/06/1938                                                              | Reims                                                                   | Ungheria                                                                | 6 – 0                                                                   | Indie orientali olandesi                                                | Mondiali 1938 - Ottavi                                                  | 1                                                                       |                                                                         |
| 16/06/1938                                                              | Parigi                                                                  | Ungheria                                                                | 5 – 1                                                                   | Svezia                                                                  | Mondiali 1938 - Semif.                                                  | -                                                                       |                                                                         |
| 07/12/1938                                                              | Glasgow                                                                 | Scozia                                                                  | 3 – 1                                                                   | Ungheria                                                                | Amichevole                                                              | -                                                                       |                                                                         |
| 27/08/1939                                                              | Varsavia                                                                | Polonia                                                                 | 4 – 2                                                                   | Ungheria                                                                | Amichevole                                                              | -                                                                       |                                                                         |
| 07/04/1940                                                              | Berlino                                                                 | Germania                                                                | 2 – 2                                                                   | Ungheria                                                                | Amichevole                                                              | 1                                                                       | Cap.                                                                    |
| 02/05/1940                                                              | Budapest                                                                | Ungheria                                                                | 1 – 0                                                                   | Croazia                                                                 | Amichevole                                                              | -                                                                       |                                                                         |
| 19/05/1940                                                              | Budapest                                                                | Ungheria                                                                | 2 – 0                                                                   | Romania                                                                 | Amichevole                                                              | -                                                                       |                                                                         |
| Totale                                                                  |                                                                         | Presenze                                                                | 46                                                                      |                                                                         | Reti                                                                    | 25                                                                      |                                                                         |

## Palmarès

### Giocatore

#### Club

##### Competizioni nazionali
- Campionato ungherese: 4

Ferencváros: 1927-1928, 1931-1932, 1933-1934, 1937-1938
- Coppa d'Ungheria: 5

Ferencváros: 1927-1928, 1932-1933, 1934-1935, 1941-1942, 1942-1943

##### Competizioni internazionali
- Coppa dell'Europa Centrale: 2

Ferencváros: 1928, 1937

#### Individuale
- Capocannoniere del campionato ungherese: 1

1933-1934 (24 gol)

### Allenatore
- Campionato danese: 3

Aarhus: 1955-1956, 1956-1957, 1960
- Coppa di Danimarca: 2

Aarhus: 1956-1957, 1960-1961